# 1120 dans les croisades

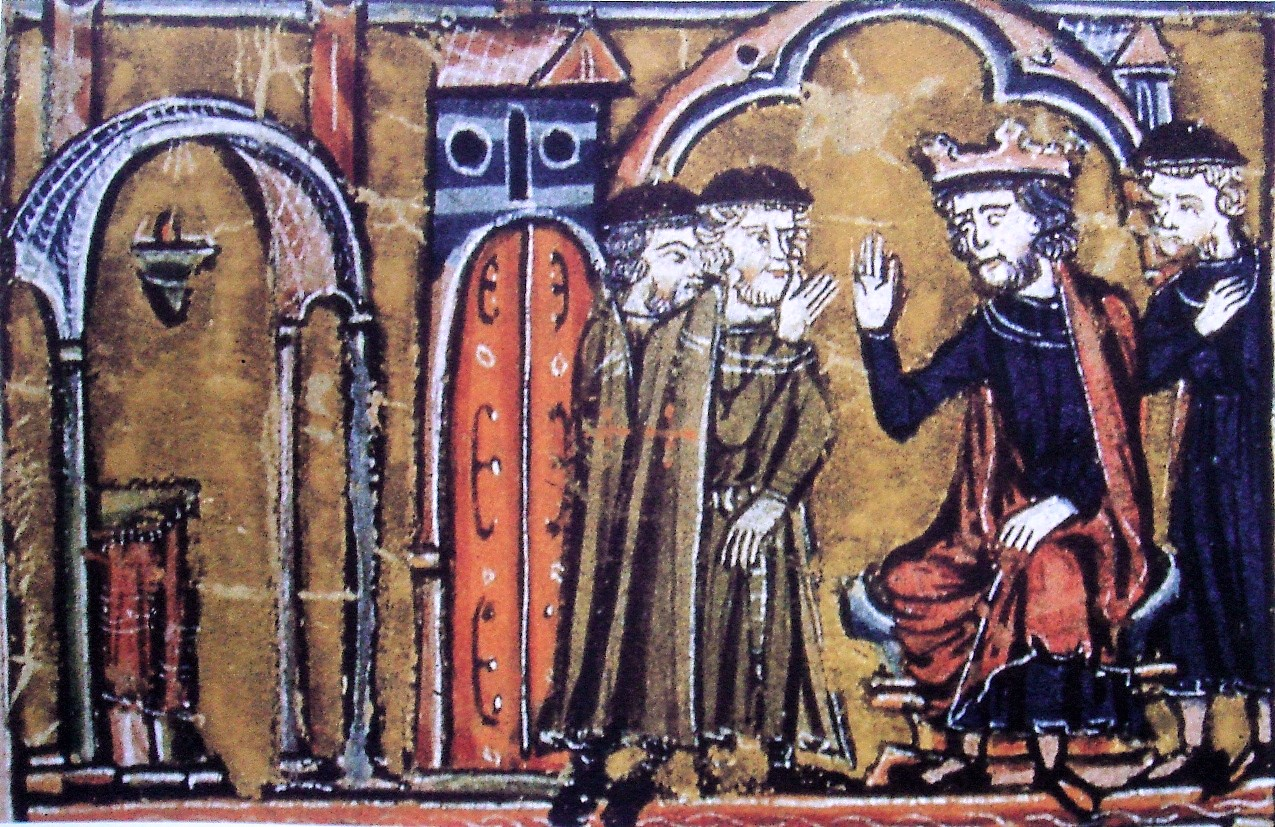
Baudouin II donne le Temple de Salomon à Hugues de Payns

Cette page regroupe les évènements concernant les Croisades qui sont survenus en 1120 : 
- 23 janvier : Quelques chevaliers se réunissent pour former la milice des Pauvres Chevaliers du Christ et du Temple de Salomon, futur Ordre du Temple[1].
- 3 septembre : mort de Frère Gérard, fondateur de l'ordre de Saint-Jean de Jérusalem[2].
- Prise de Tarragone par les croisés (Reconquista)[3].